# NGC 1204
NGC 1204 (другие обозначения — MCG −2-8-45, IRAS03022-1232, PGC 11583) — галактика в созвездии Эридан.
Этот объект входит в число перечисленных в оригинальной редакции «Нового общего каталога».
Галактика обладает активным ядром и относится к сейфертовским галактикам типа II.